# Lil i Put
Lil i Put – polska seria komiksowa dla dzieci autorstwa Macieja Kura (scenariusz) i Piotra Bednarczyka (rysunek), publikowana od 2014 przez wydawnictwo Egmont Polska. Utrzymana jest w konwencji humorystycznej i fantasy, a tytuł i imiona głównych bohaterów nawiązują do Liliputów z książki Podróże Guliwera Jonathana Swifta. Odznacza się mieszanką humoru przeznaczonego dla dzieci (slapstick, kalambury i zwariowane sytuacje) i dla dorosłych (czarny humor, satyra i odwołania do literatury)  .

## Publikacja
Pilotowy odcinek serii został wyróżniony w Konkursie im. Janusza Christy na komiks dziecięcy w marcu 2014. W tym samym roku miał on premierę podczas Międzynarodowego Festiwalu Komiksu i Gier w Łodzi. Od 2017 odcinki Lila i Puta ukazują się przedpremierowo w czasopiśmie „Nowa Fantastyka”, z rokiem 2024 będąc najdłużej ukazującym się komiksem w historii pisma.  Od 2020 roku ukazuje się także w magazynie Relax, a wcześniej pojawiały się też w magazynie „SMASH”. W 2017 odcinek pt. Plusk! znalazł się w podręczniku szkolnym do języka polskiego dla klas siódmych .

## Fabuła
Komiks opowiada o perypetiach Lila i Puta, dwóch Małoludów (rasa przypominająca skrzaty lub niziołki). Przyjaciele są włóczęgami („z wykształcenia darmozjady, z profesji nieroby”), którzy wędrują w poszukiwaniu tanich posiłków i pieniędzy, zwykle pakując się w tarapaty. Kraina Lila i Puta jest pastiszem światów fantasy typowych dla twórczości J.R.R. Tolkiena czy gier RPG i pełen jest centaurów, wróżek, krasnoludów, trolli, smoków, magów, Sukkubów, wampirów i innych istot. Pojawia się też Leszy, Utopiec czy Mamuna – postacie z mitologii słowiańskiej. Przyjaciółką Lila i Puta jest elfka Miksja Iskier, studentka magii, której duet głównych bohaterów często pomaga w jej problemach. Gdy Lil i Put uciekają, często wydają okrzyk „Chodu!!!"
Podobnie jak Asteriks czy Kajko i Kokosz seria odznacza się mieszanką humoru przeznaczonego dla dzieci (Slapstick, kalambury i zwariowane sytuacje) oraz dla dorosłych (czarny humor, satyra oraz mnogie odwołania np. do literatury). Objętość historii waha się od 1 do 46 stron.

## Postacie
- Lil - rudy małolud, podobnie jak Put bumelant, żyjący z drobnych przekrętów, ale ma bardziej porywczą i awanturniczą naturę. Podobnie jak Put pochodzi z wsi Miniatury Wielkie.
- Put - małolud brundet, typ wesołka i lekkoducha, wierny przyjaciel Lila. Gra na gitarze.
- Miksja Iskier - Białowłosa elfka, studentka magii i potężna czarodziejka. Miła i rozsądna ale ekscentryczna i nieobliczalna, gdy wytrącona z równowagi. W niektórych historiach mieszka w zamku ze swoim wujem Haroldem, który jest potężnym i surowym magiem, a także dziekanem jej szkoły.
- Kirki - goblin i zwierzątko Miksji, zachowuje się jak pies lub małpa.
- Iwan Siwy - Krasnolud, przywódca grupki pogromców trolli. Nienawidzi elfów, w szczególności Miksji, którą nieustannie prześladuje, nieudolnie próbując zgładzić, choć z czasem ich rywalizacja przedstawiona jest jako nieco dziecinna. Towarzyszą mu trzy inne krasnoludy Borys, Rupert i Marcel. Krasnoludy w serii są grubiańskie i niezrównoważone ale nieświadome tych cech. [16]
- Świętopełk - pasterz ptaków dodo, mówi parodią różnych  gwar ludowych, bardzo leniwy, sprawia wrażenie zacofanego, choć czasem okazuje się wręcz genialny. Znawca miejscowego folkloru.
- Kieszonka - młodsza siostra Lila,  z zawodu złodziejka szczycąca się swoim fachem, lubi dogryzać bratu.[17]
- Nicola Flamel - alchemiczka, przyjaciółka Miksji, prowadząca butik alchemiczny. Jej imię to aluzja do prawdziwego alchemika Nicolasa Flamel. Żyjąca nauką i oderwana od rzeczywistości.
- Utopiec - Mieszka w stawie obok Miniatur Wielkich i jest królem wszelkich zwierząt żyjących w tutejszej wodzie. Kiedyś zatopił łódkę Lila i Puta i ten pierwszy ciągle chce się na mim zemścić. Utopiec jest złośliwy i drażliwy. Nietypową cechą postaci w komiksie jest fakt, że nigdy nie widzimy go w kadrze i jest wiecznie pod wodą, dzięki czemu jego wygląd jest zostawiony wyobraźni czytelnika. Posiada magiczne zdolności np. w jednej historii wywołuje deszcz ryb.

## Tomy
| Tom | Tytuł i rok I wydania                |
| --- | ------------------------------------ |
| 1   | Jak przelać kota do kieliszka (2014) |
| 2   | Chodu!!! (2015)                      |
| 3   | Czarująca panna młoda (2017)         |
| 4   | Zawodowi bumelanci (2019)            |
| 5   | Parada przypałów (2020)              |
| 6   | Wzloty i upadki (2023)               |